# 天主教米萊托-尼科泰拉-特羅佩阿教區
天主教米萊托-尼科泰拉-特羅佩阿教區（拉丁語：Dioecesis Miletensis-Nicotriensis-Tropiensis）是天主教會在義大利的一個教區。屬雷焦卡拉布里亞-波瓦總教區。
米萊托、尼科泰拉和特羅佩阿教區成立於1073年、不遲於596年和604至649年之間。1986年9月30日三個教座合併並易名至今。
教區位於維博瓦倫蒂亞省，2004年有教友160,000人，佔轄區總人口96.4%。教區下轄131個堂區，有141名司鐸。現任教區主教為類思·倫佐。